# Sviđa mi se da ti ne bude prijatno
Sviđa mi se da ti ne bude prijatno je prvi album srpskog alternativnog rock sastava Disciplina kičme, kojeg je objavio Helidon 1983. godine. Remiksana verzija albuma objavljena je kao CD na kompilacijskom albumu Ove ruke nisu male... 1  2000. godine
Album je 1998. izglasan na 27. mjesto najboljih 100 rock i pop albuma u knjizi YU 100: najbolji albumi jugoslavenske rock i pop glazbe.

## Popis pjesama
1. Nestani ih - 1:50
2. Ti znaš da tvoja soba ima četiri ugla - 1:19
3. Nemoj - 3:44
4. Pobednici - 3:39
5. Mladost ne opravdava besvest - 2:12
6. Uživaj - 2:34
7. Zgodne kretnje - 3:16
8. Pečati - 4:00
9. Mozak - 1:38
10. Javno veselje - 4:08

## Učestvovali na albumu
- Koja (Dušan Kojić) — omot, bas, vokal, tekst
- Žika (Srđan Todorović) — bubnjevi

## Vanjske poveznice
- EX YU ROCK enciklopedija 1960-2006, Janjatović Petar; ISBN 978-86-905317-1-4
- Sviđa mi se da ti ne bude prijatno na Discogs